# Соболь, Эдуард Александрович
Эдуа́рд Алекса́ндрович Со́боль (укр. Едуард Олександрович Соболь; род. 20 апреля 1995, Вольнянск, Запорожская область) — украинский футболист, защитник клуба «Страсбур» и сборной Украины. Участник чемпионата Европы 2020.

## Клубная карьера
Эдуард — воспитанник ДЮСШ ФК «Металлург». В детско-юношеской футбольной лиге Украины выступал с 2008 года по 2011 года. В основном составе дебютировал 13 октября 2011 года в матче против команды «Львов», выйдя на замену вместо Евгения Писоцкого на 55-й минуте встречи. Свой первый матч в Премьер-лиге провёл 14 июля 2012 года против луганской «Зари» (итоговый счёт — 2:0).
6 февраля 2013 года подписал трёхлетний контракт с «Шахтёром», хотя на него также претендовало киевское «Динамо». Дебютировал за донецкий клуб 1 марта 2013 года в официальном матче против луцкой «Волыни», в котором отметился голевым пасом.
В 2013 году в основном составе «Шахтёра» провёл 12 матчей в официальных турнирах. Стал чемпионом и обладателем Кубка Украины 2013 года. В сезоне 2013/14 провёл 7 матчей (630 минут) в Юношеской лиге УЕФА, где «Шахтёр» дошёл до 1/8 финала. В 2013 году выиграл три месячных опроса конкурса Золотой талант Украины (март, апрель, сентябрь) и занял итоговое первое место в конце года.
Летом 2015 года перешёл на правах аренды в харьковский «Металлист». Летом 2017 года перешёл на правах аренды в пражскую «Славию».
3 сентября 2018 года перешёл на правах аренды в чешский клуб «Яблонец». Срок аренды рассчитан на один сезон.
4 июля 2019 года был отправлен в аренду в «Брюгге» до 30 июня 2020 года с правом выкупа.
23 января 2023 года подписал трёхлетний контракт с французским «Страсбургом».

## Карьера в сборной
Выступал за юношескую сборную Украины своего года рождения (дебют состоялся 24 августа 2010 в матче Латвия — Украина (1:2)), основным игроком которой являлся. В 2012 году провел один матч в составе молодёжной сборной Украины.
В 2016 году главный тренер национальной сборной Украины Андрей Шевченко вызвал Эдуарда в сборную.
1 июня 2021 года был включен в официальную заявку сборной Украины главным тренером Андреем Шевченко для участия в матчах чемпионата Европы 2020 года, где команде предстояло сыграть в группе C против сборных Нидерландов, Северной Македонии и Австрии. На чемпионате Европы провел лишь один матч, выйдя на замену Руслану Малиновскому на 92-й минуте во второй игре группового этапа против Северной Македонии, а сборная Украины дошла до 1/4 финала, где выбыла с турнира, проиграв сборной Англии.

## Личная жизнь
Сын футболиста Александра Соболя.

## Статистика

### Клубная
| Выступление         | Выступление       | Выступление      | Чемпионат | Чемпионат | Кубок | Кубок | Еврокубки | Еврокубки | Прочие | Прочие | Итого | Итого |
| Клуб                | Лига              | Сезон            | Игры      | Голы      | Игры  | Голы  | Игры      | Голы      | Игры   | Голы   | Игры  | Голы  |
| ------------------- | ----------------- | ---------------- | --------- | --------- | ----- | ----- | --------- | --------- | ------ | ------ | ----- | ----- |
| Металлург Запорожье | Первая лига       | 2011/12          | 14        | 2         | —     | —     | —         | —         | —      | —      | 14    | 2     |
| Металлург Запорожье | Премьер-лига      | 2012/13          | 9         | 0         | —     | —     | —         | —         | —      | —      | 9     | 0     |
| Металлург Запорожье | Итого             | Итого            | 23        | 2         | —     | —     | —         | —         | —      | —      | 23    | 2     |
| Шахтёр Донецк       | Премьер-лига      | 2012/13          | 5         | 0         | 1     | 0     | —         | —         | 0      | 0      | 6     | 0     |
| Шахтёр Донецк       | Премьер-лига      | 2013/14          | 9         | 0         | 1     | 0     | —         | —         | —      | —      | 10    | 0     |
| Шахтёр Донецк       | Итого             | Итого            | 14        | 0         | 2     | 0     | —         | —         | 0      | 0      | 16    | 0     |
| → Металлург Донецк  | Премьер-лига      | 2014/15          | 15        | 0         | —     | —     | —         | —         | —      | —      | 15    | 0     |
| → Металлург Донецк  | Итого             | Итого            | 15        | 0         | —     | —     | —         | —         | —      | —      | 15    | 0     |
| → Металлист         | Премьер-лига      | 2015/16          | 21        | 0         | —     | —     | —         | —         | —      | —      | 21    | 0     |
| → Металлист         | Итого             | Итого            | 21        | 0         | —     | —     | —         | —         | —      | —      | 21    | 0     |
| → Заря Луганск      | Премьер-лига      | 2016/17          | 21        | 1         | 1     | 0     | 5         | 0         | 0      | 0      | 27    | 1     |
| → Заря Луганск      | Итого             | Итого            | 21        | 1         | 1     | 0     | 5         | 0         | 0      | 0      | 27    | 1     |
| → Славия Прага      | Первая лига       | 2017/18          | 20        | 1         | 2     | 0     | 6         | 0         | 0      | 0      | 28    | 1     |
| → Славия Прага      | Итого             | Итого            | 20        | 1         | 2     | 0     | 6         | 0         | 0      | 0      | 28    | 1     |
| → Яблонец           | Первая лига       | 2018/19          | 21        | 1         | 2     | 0     | 4         | 0         | 0      | 0      | 27    | 1     |
| → Яблонец           | Итого             | Итого            | 21        | 1         | 2     | 0     | 4         | 0         | 0      | 0      | 27    | 1     |
| → Брюгге            | Первый дивизион A | 2019/20          | 26        | 0         | 5     | 0     | 6         | 0         | —      | —      | 37    | 0     |
| → Брюгге            | Первый дивизион A | 2020/21          | 30        | 2         | 1     | 0     | 6         | 0         | —      | —      | 37    | 2     |
| → Брюгге            | Итого             | Итого            | 56        | 2         | 6     | 0     | 12        | 0         | —      | —      | 74    | 2     |
| Брюгге              | Первый дивизион A | 2021/22          | 8         | 1         | 0     | 0     | 2         | 0         | 0      | 0      | 10    | 1     |
| Брюгге              | Итого             | Итого            | 8         | 1         | 0     | 0     | 2         | 0         | 0      | 0      | 10    | 1     |
| Всего за карьеру    | Всего за карьеру  | Всего за карьеру | 199       | 8         | 13    | 0     | 29        | 0         | 0      | 0      | 241   | 8     |

### Выступления за сборную
| №  | Дата             | Оппонент             | Счёт | Голы | Пасы | Карточки | Минуты | Соревнование             |
| -- | ---------------- | -------------------- | ---- | ---- | ---- | -------- | ------ | ------------------------ |
| 1  | 5 сентября 2016  | Исландия             | 1:1  | —    | —    | —        | 90'    | Отборочные матчи ЧМ-2018 |
| 2  | 6 октября 2016   | Турция               | 2:2  | —    | —    | 82'      | 90'    | Отборочные матчи ЧМ-2018 |
| 3  | 9 октября 2016   | Косово               | 3:0  | —    | —    | —        | 90'    | Отборочные матчи ЧМ-2018 |
| 4  | 12 ноября 2016   | Финляндия            | 1:0  | —    | —    | 75'      | 90'    | Отборочные матчи ЧМ-2018 |
| 5  | 6 июня 2017      | Мальта               | 0:1  | —    | —    | —        | 45'    | Товарищеский матч        |
| 6  | 11 июня 2017     | Финляндия            | 2:1  | —    | —    | —        | 3'     | Отборочные матчи ЧМ-2018 |
| 7  | 10 ноября 2017   | Словакия             | 2:1  | —    | 1    | —        | 90'    | Товарищеский матч        |
| 8  | 23 марта 2018    | Саудовская Аравия    | 1:1  | —    | —    | —        | 25'    | Товарищеский матч        |
| 9  | 27 марта 2018    | Япония               | 2:1  | —    | —    | 53'      | 62'    | Товарищеский матч        |
| 10 | 3 июня 2018      | Албания              | 4:1  | —    | —    | —        | 90'    | Товарищеский матч        |
| 11 | 10 июня 2019     | Люксембург           | 1:0  | —    | —    | —        | 2'     | Отборочные матчи ЧЕ-2020 |
| 12 | 10 сентября 2019 | Нигерия              | 2:2  | —    | —    | —        | 90'    | Товарищеский матч        |
| 13 | 11 октября 2019  | Литва                | 2:0  | —    | —    | —        | 90'    | Отборочные матчи ЧЕ-2020 |
| 14 | 14 ноября 2019   | Эстония              | 1:0  | —    | —    | 83'      | 90'    | Товарищеский матч        |
| 15 | 7 октября 2020   | Франция              | 1:7  | —    | —    | —        | 45'    | Товарищеский матч        |
| 16 | 10 октября 2020  | Германия             | 1:2  | —    | —    | —        | 90'    | Лига наций 2020/21 (А)   |
| 17 | 13 октября 2020  | Испания              | 1:0  | —    | —    | —        | 90'    | Лига наций 2020/21 (А)   |
| 18 | 14 ноября 2020   | Германия             | 1:3  | —    | —    | —        | 90'    | Лига наций 2020/21 (А)   |
| 19 | 28 марта 2021    | Финляндия            | 1:1  | —    | —    | 81'      | 90'    | Отборочные матчи ЧМ-2022 |
| 20 | 7 июня 2021      | Кипр                 | 4:0  | —    | —    | —        | 90'    | Товарищеский матч        |
| 21 | 17 июня 2021     | Северная Македония   | 2:1  | —    | —    | —        | 1'     | Финальные матчи ЧЕ-2020  |
| 22 | 1 сентября 2021  | Казахстан            | 2:2  | —    | —    | —        | 82'    | Отборочные матчи ЧМ-2022 |
| 23 | 8 сентября 2021  | Чехия                | 1:1  | —    | —    | —        | 45'    | Товарищеский матч        |
| 24 | 9 октября 2021   | Финляндия            | 2:1  | —    | —    | —        | 45'    | Отборочные матчи ЧМ-2022 |
| 25 | 12 октября 2021  | Босния и Герцеговина | 1:1  | —    | —    | —        | 90'    | Отборочные матчи ЧМ-2022 |
| 26 | 11 ноября 2021   | Болгария             | 1:1  | —    | —    | —        | 68'    | Товарищеский матч        |

Итого: 26 матчей, 0 голов / 13 побед, 9 ничьих, 4 поражения.

## Достижения

### Командные
«Шахтёр» (Донецк)
- Чемпион Украины (2): 2012/13, 2013/14
- Обладатель Кубка Украины: 2012/13

«Славия» (Прага)
- Обладатель Кубка Чехии: 2017/18

«Брюгге»
- Чемпион Бельгии (3): 2019/20, 2020/21, 2021/22
- Обладатель Суперкубка Бельгии: 2021

### Личные
- Обладатель премии «Золотой талант Украины»: 2013 (U19)[15]